# Инсула (градски блок)
Латинска реч insulaИскошен текст (дословно значи "острво", множина insulae) коришћена је у римским градовима за означавање или градског блока у плану града, тј. грађевинског подручја окруженог сa четири улице, или, касније, врсте стамбене зграде која је заузимала такав градски блок посебно у Риму и оближњој Остији. За каснију врсту Insulae се знало да су склоне ватри и препуне болести.
Стандардни римски план града темељио се на мрежи ортогоналних (постављених под правим углом) улица. Настао је по узору на старогрчки град, који је описао Хиподам. Посебно се користио при оснивању нових градова, нпр. у римским колонијама.
Улице сваког града биле су означене као декумануси (оријентисане исток-запад) и кардини (север-југ). Главне улице, Decumanus Maximus i Cardo Maximus, укрштале су се или близу форума,или насамом форуму, око којег су биле раyместене најважније јавне зграде.